# .219 Donaldson Wasp
El cartucho .219 Donaldson Wasp, desarrollado a fines de la década de 1930, por Harvey Donaldson, deriva del casquillo del .219 Zipper, cuyo casquillo, a su vez, fue desarrollado del .25-35 Winchester, .30-30 Winchester y .22 Savage Hi-Power.
El .219 Donaldson Wasp se popularizó rápidamente entre los aficionados al tiro al banco, haciéndose de un 70-80% de victorias ente los tiradores que lo usaban. La introducción del .222 Remington significó la desaparición del .219 Donaldson Wasp, aunque sigue siendo un cartucho muy capaz para aquellos interesados en recargarlo.